# Anchers hus

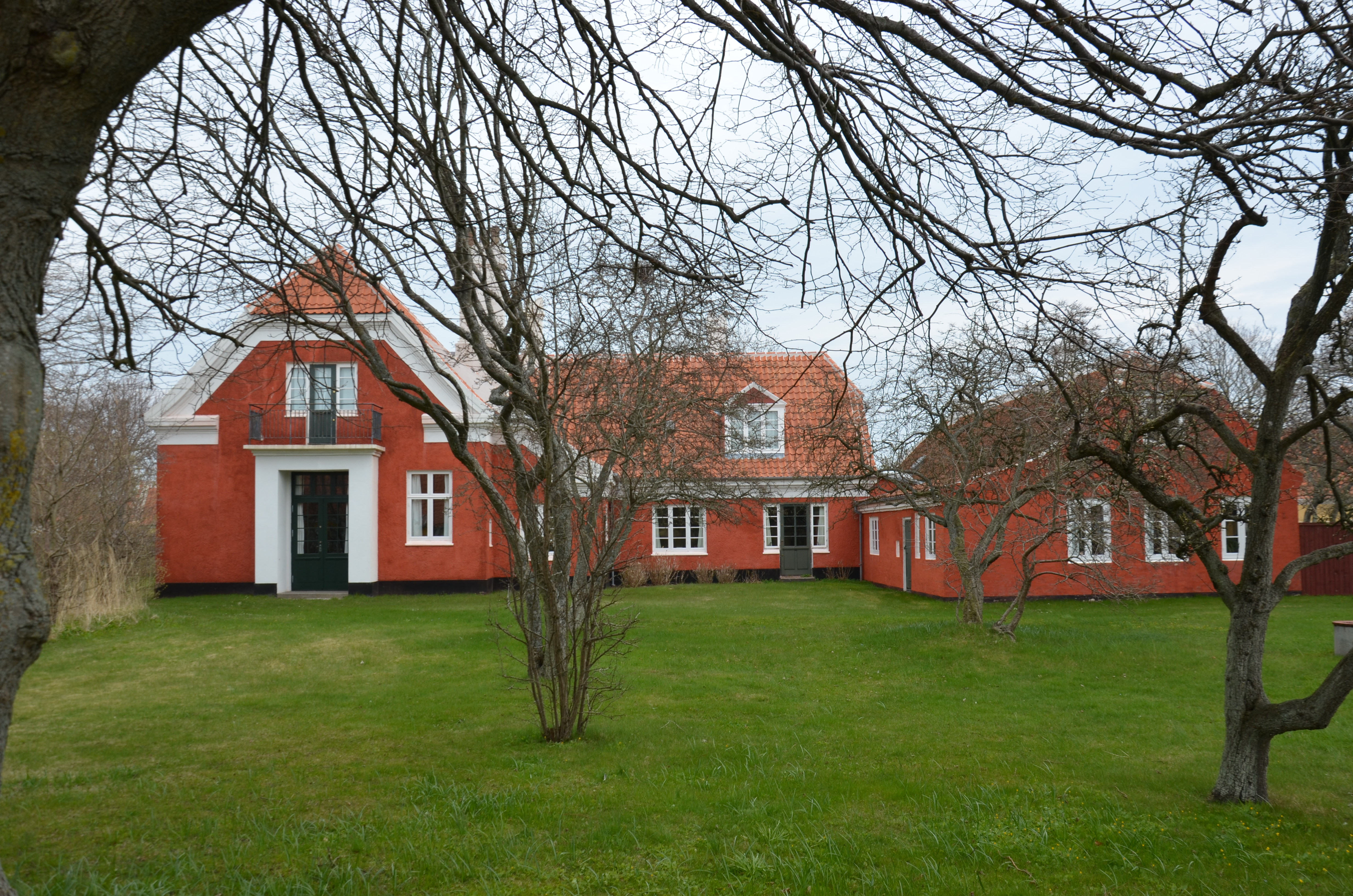
Anchers hus

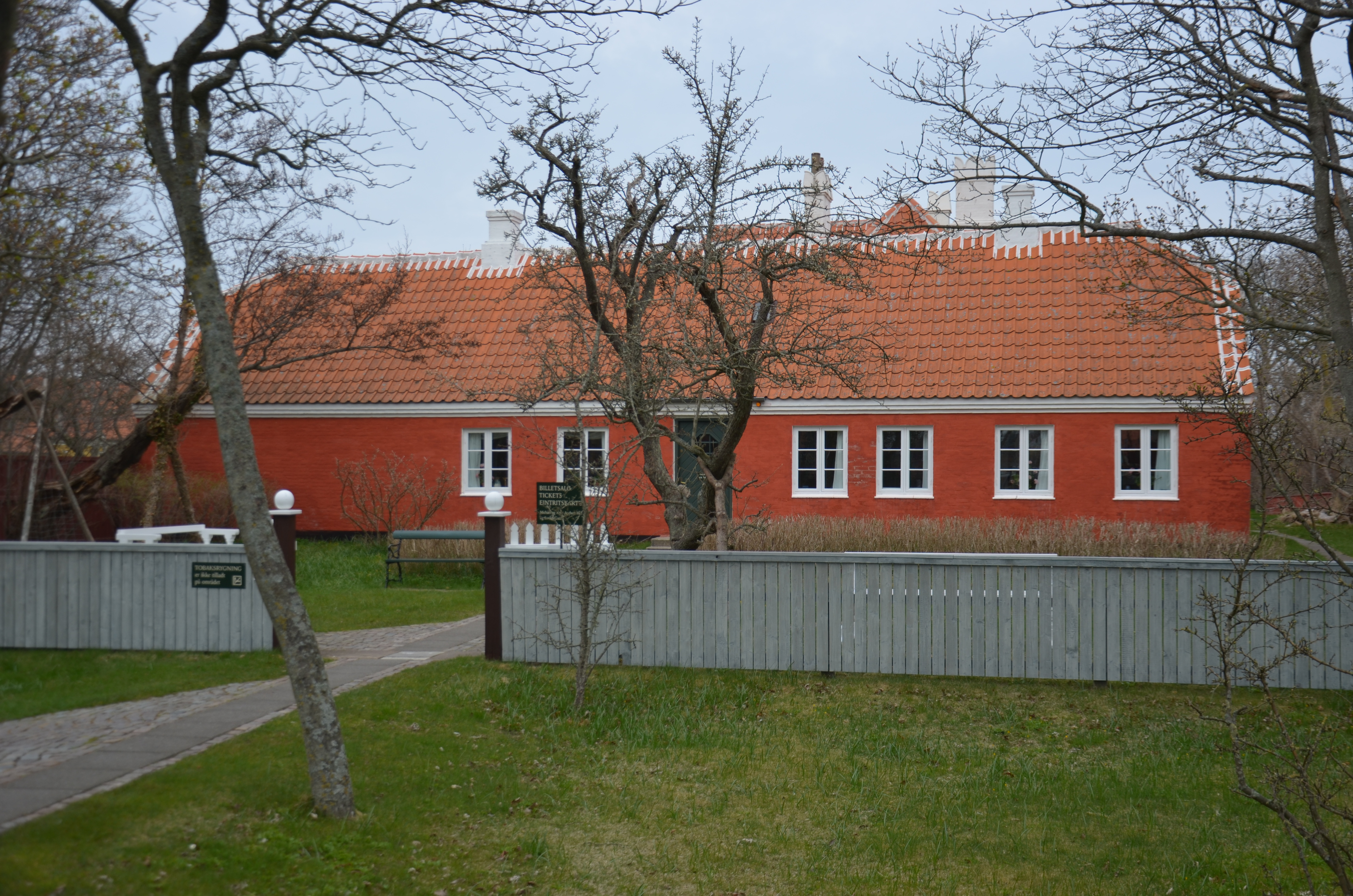
Den ursprungliga delen av Anchers hus

Anchers Hus, tidigare känt som Michael og Anna Anchers hus, var konstnärparet Michael och Anna Anchers hus vid Markvej 2 i dåvarande Österbyn i Skagen.
Anchers köpte huset 1884, efter det att dottern Helga fötts. Familjen bodde under 30 års tid i den ursprungliga längan. Ulrik Plesner ritade en tillbyggnad som uppfördes 1913, med en ateljébyggnad norr om det ursprungliga huset, förbundet med det äldre huset genom en mellanbyggnad.
Huset är idag ett museum och en del av Skagens Kunstmuseer. Grannhuset mot väster, Saxilds gård, har också köpts och införlivats i museet som utställningslokal.

## Fotogalleri

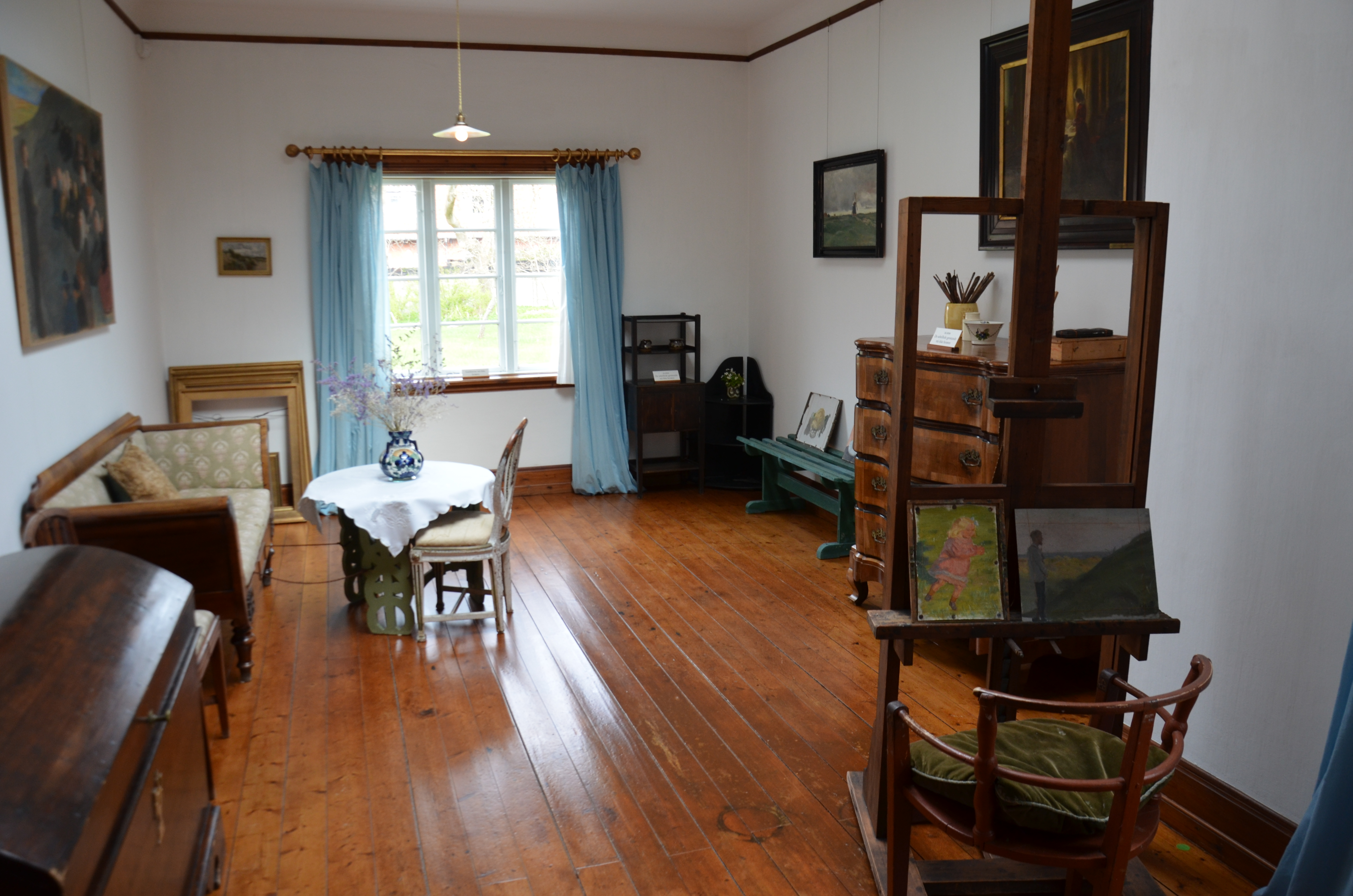
Ateljé
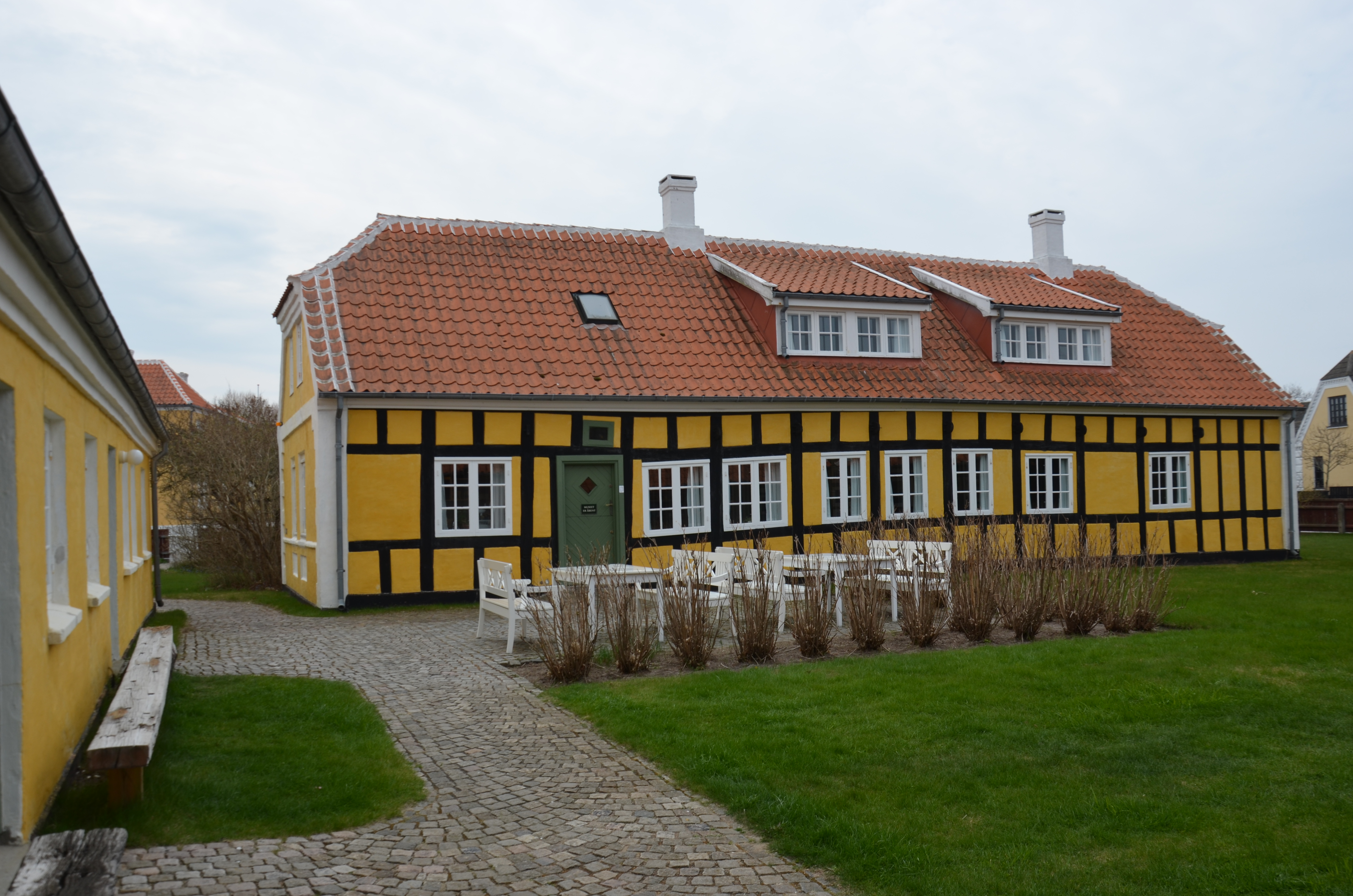
Saxilds gård